# Audouinia
Audouinia é um género botânico pertencente à família Bruniaceae.
O género foi descrito por Brongniart, Adolphe Théodore Brongniart e publicado em Annales des Sciences Naturelles (Paris) 8: 384. 1826. A espécie-tipo é Audouinia capitata Brongn., que segundo as base de dados Tropicos e The Plant List é a única do género.
Trata-se de um género reconhecido pelo sistema de classificação filogenética Angiosperm Phylogeny Website. De acordo com este sistema, o género Pavinda Thunb. trata-se de um sinónimo.